# 충주시·중원군·제천군·단양군
충주시·중원군·제천군·단양군은 대한민국의 옛 국회의원 선거구이다. 당시 충청북도 충주시, 중원군, 제천군, 단양군 지역을 관할했다.

## 역사
제9대 국회의원 선거를 앞두고 충주시·중원군 선거구와 제천군·단양군 선거구가 통합되면서 신설되었다.
1980년 4월, 제천군 제천읍이 제천시로 승격되었으며 제천군 잔여 지역은 제원군으로 개칭되었다. 이에 제11대 국회의원 선거를 앞두고 충주시·제천시·중원군·제원군·단양군 선거구로 개편되면서 폐지되었다.

## 역대 국회의원
| 선거   | 정당 | 정당       | 1위 의원 | 정당 | 정당       | 2위 의원 |
| ------ | ---- | ---------- | -------- | ---- | ---------- | -------- |
| 1973년 |      | 민주공화당 | 이종근   |      | 민주공화당 | 이해원   |
| 1978년 |      | 민주공화당 | 이종근   |      | 신민당     | 이택희   |

## 역대 선거 결과

### 대한민국 제9대 국회의원 선거
|  | 42.95% |

|  | 22.26% |

|  | 19.95% |

|  | 14.82% |

### 대한민국 제10대 국회의원 선거
|  | 38.71% |

|  | 36.63% |

|  | 11.06% |

|  | 10.54% |

|  | 3.03% |